# Безбедносна дилема
Безбедносна дилема, или спирални модел, је појам који се користи у међународним односима. Односи се на ситуацију у којој, услед анархије у међународном систему, држава при тежњи да повећа своју безбедност, на пример јачањем војне снаге, претњом употребе оружја или склапањем савеза, може навести друге државе да одговоре сличним мерама, стварајући стање повишене тензије која доводи до конфликта, чак и ако то ни једна страна у ствари не жели. 
Појам, безбедносна дилема, је први пут искористио Џон Херц, у свом делу „Политички реализам  и политички идеализам“ из 1951. године. Упоредо са њим, британски историчар Херберт Батерфилд је описао исту ситуацију у делу „Историја и људски односи“, али је дефинише као „апсолутну препреку и несводиву дилему“. Док је према Џону Херцу: „структурална идеја у којој покушаји самопомоћи држава. да се брину о својим безбедносним потребама, имају тенденцију, без обзира на намеру, да доведу до растуће небезбедности за друге, будући да свака од њих своје властите мере тумачи као одбрамбене и мере других као потенцијално претеће.“
Као често коришћени пример безбедносне дилеме узима се  почетак Првог светског рата. Велике европске силе осетиле су се приморанима да приступе рату, због осећаја небезбедности које је изазвало опредељење њихових суседа за различите савезе, и ако то нису желеле. Затим, страх Немачке, од вођења рата на два фронта, довео је до формирања контроверзног Шлифеновог плана, у коме је посебно прецизиран убрзани план мобилизације. Међутим, почетак Немачке мобилизације је извршио притисак на друге државе да, такође, започну са раном мобилизацијом. Поред научника који заступају овај став постоје и они који оспоравају оваку интерпретацију узрока рата, наводећи да су неке од сукобљених држава стварно желеле конфликт.
Безбедносна дилема је поопуларан концепт когнитивних теоретичара и теоретичара међународних односа, према којима је рат последица неуспеле комуникације. Функционалисти потврђују да је кључ за избегавање рата исто што и избегавање неспоразума адекватном сигнализацијом.
Безбедносна дилема је уско повезана са другим теоријама и доктринама међународне безбедности. Једна од снага ове теорије је то да је конзистентна са великим бројем других теорија. Друге теорије можемо тумачити кроз безбедносну дилему.

## Дефанзивни реализам
Безбедносна дилема је основна претпоставка дефанзивног реализма. Према Кенету Волцу, због тога што свет нема заједничку владу и збогтога што је анархичан, опстанак је главна мотивација држава. Државе немају поверења у намере других држава, и као последица тога оне увек теже максимизирању своје безбедности, што резултира до ситуације безбедносне дилеме. Теорија одбране и напада дефанзивног реализма је теорија која може потенцијално објаснити ниво претње која долази од безбедносне дилеме. Дефанзивни реалисти често узимају за пример успех САД у Првом светском рату, као резултат дефанзивног приступа Сједињених Америчких Држава. Да су Сједињене Америчке Државе заузеле офанзивни положај, не би биле безбедне. Закључак дефанзивног реализма је да у неким условима државе могу да избегну безбедносну дилему.

## Офанзивни реализам
Офанзивни и дефанзивни реализам су подтипови структуралног реализма. Они деле основна веровања у сурвивализам, етатизам, самопомоћ и анархију. Међутим, насупрот дефанзивном реализму, офанзивни реализам гледа на државе као на агресивне максимизаторе сила, а не као на безбедносне максимизаторе. Према Џону Миршајмеру, „ Неизвесност намера других држава је неизбежна, што значи да државе никада не могу бити сигурне да државе немају офанзивне намере које би пратиле њихове офанзивне способности“. Миршајмер сматра да у данашњем међународном систему не постоји могућност да се било која држава постави као хегемон, не постоји таква ствар као статус кво и „свет је осуђен на трајно надметање великих сила“.
На основу веровања да је међународни систем анархичан и да свака држава мора самостално да тежи свом опстанку, Волц сматра да слабије државе покушавају да успоставе равнотежу са својим ривалима, тако што улазе у савезе са јачим државама. Тиме гарантују себи безбедност од офанзивних акција непријатељских држава. Са друге стране, Миршајмер и други офанзивни реалисти сматрају да анархија подстиче све државе да константно увећавају своју моћ, јер једна држава никад не може бити сигурна у намере других. Другим речима, дефанзивни реализам се залаже да безбедност може да се балансира у неким случајевима и да је могуће избећи безбедносну дилему. Међутим, офанзивни реалисти нису у потпуности сагласни са њиховим ставом, они сматрају да ако државе имају могућност да успоставе предност над другима оне ће то учинити. Укратко, с обзиром на то да државе теже да успоставе своју предност у анархичном систему, и пошто не могу да верују једне другима, безбедносна дилема је неизбежна.

## Критике
Према Александру Венту, „безбедносне дилеме нису створене из анархије или природе“, већ су „социјалне структуре које се састоје од интерсубјективних схватања у којима су државе толико неповерљиве да стварају најгоре могуће сценарије о намерама једни других“.
Глејзер се супротставља Вентовом тумачењу, наводећи да је погрешно описао безбедносну дилему: „Вент користи безбедносну дилему да опише резултат интеракције држава, док Џервис у својој литератури користи безбедносну дилему за ситуацију створену материјалним условима са којима се државе суочавају, као што су геиграфија и превладавајућа технологија.“  Према Венту резултати интеракција између држава, због безбедносне дилеме, могу створити политике које спречавају безбебедносну дилему. Глејзер криви Вента за „преувеличавање степена до којег структурни реализам позива на конкурентску политику, и према томе, у којој мери доводи до безбедносне дилеме.“ Он тврди да иако офанзивни реалисти претпостављају да се у међународном систему држава мора борити за своју моћ, безбедносна дилема представља концепт који иглавном користе дефанзивни реалисти и да је према њима корисно да државе сарађују под одређеним условима.
Други тип критичара концепта безбедносне дилеме доводе у питање исправност офанзивно-дефанзивно баланирања. С обзиром на то да су оружја која се користе при нападу и одбрани иста, како може разлика између њих да буде повезана са намером нације? Као резултат, критичари су преиспитали да ли се офанзивно-дефанзвно балансирање може искористити као варијабла при објашњавању међународних конфликата. Према Глејзеру, критике офанзивно-дефанзивне теорије су засноване на два неспоразума. Први, сличност или различитост офанзивног и дефанзивног оружја не утиче на само офанзивно-дефанзивно балансирање. Уместо тога ова теорија претпоставља да ће обе стране у конфликту користити то оружје у складу са својом стратегијом и циљевима. Други неспоразум, питање да ли постоји заједничко оружје између обе стране у сукобу, је погрешно и потпуно небитно за разумевање офанзивно-деганзивног балансирања. Уместо тога, критичари би требало да се фокусирају на утицај оружја коришћеног у конфликту. Према Глејзеру: „Разликовање би требало да буде дефинисано упоредном проценом, или упоређивањем офанзивно-дефанзивног балансирања, када обе стране у сукобу користе оружје, у односу на то када ниједна страна не користи оружје.“